# Clavillazo
José Antonio Hipólito Espino Mora (Teziutlán, Puebla, 13 de agosto de 1910-Ciudad de México, 24 de noviembre de 1993), conocido como Clavillazo, fue un actor y comediante mexicano.

## Primeros años
José Antonio Hipólito Espino Mora, Antonio Espino y Mora o también José Antonio Espino Mora, nació el 13 de agosto de 1910 en Teziutlán, Puebla, México. Sus padres fueron Fidel Espino López y Bertha Mora Calderón y fue el segundo de los once hijos que sus padres procrearon. Los nombres de sus hermanos fueron Bertha, Antonio, Fidel, Augusto, Francisca, Ignacio, Genaro, María del Carmen, Mario, Bertha segunda y Lucía. Se vio en la necesidad de aprender a comunicarse por medio del lenguaje de señas para poder tener comunicación con uno de sus hermanos menores, al cual le habían diagnosticado sordera profunda. Esto además le serviría más tarde en su carrera artística, pues hacía uso del lenguaje cuando personificaba al personaje cómico que él mismo crearía y bautizaría como «Clavillazo» y se llegaría a conocer como «el cómico de las manos que hablan». Siendo joven, soñaba con poder trasladarse a la Ciudad de México para poder comenzar una carrera artística, pero su padre lo obligó a quedarse en Teziutlán. Además, optó por dejar la escuela (únicamente concluyó el tercer grado de primaria) y en su lugar decidió comenzar a trabajar en la carnicería que su familia poseía y que era el negocio familiar. Esto a pesar de que su verdadera pasión fuesen el medio artístico y el teatro. También trabajó un tiempo como panadero.
La muerte de su hermana mayor fue un hecho que marcó fuertemente su vida, pues él la consideraba «su segunda madre» y su fallecimiento lo convirtió en uno de los principales apoyos para su padre en poder mantener a la numerosa familia. Para comenzar su carrera artística, inicio ayudando en el teatro «Variedades» de Teziutlán y acercándose a los actores de carpas (las carpas fueron un tipo de teatro ambulante muy popular en México a inicios del siglo XX) que se presentaban, para más tarde incorporarse como actor ocasional en las presentaciones que se llevaban a cabo en el teatro. Ahorró el dinero que recibía durante las presentaciones que realizaba y a finales de la década de 1930, Antonio decide trasladarse a la Ciudad de México.

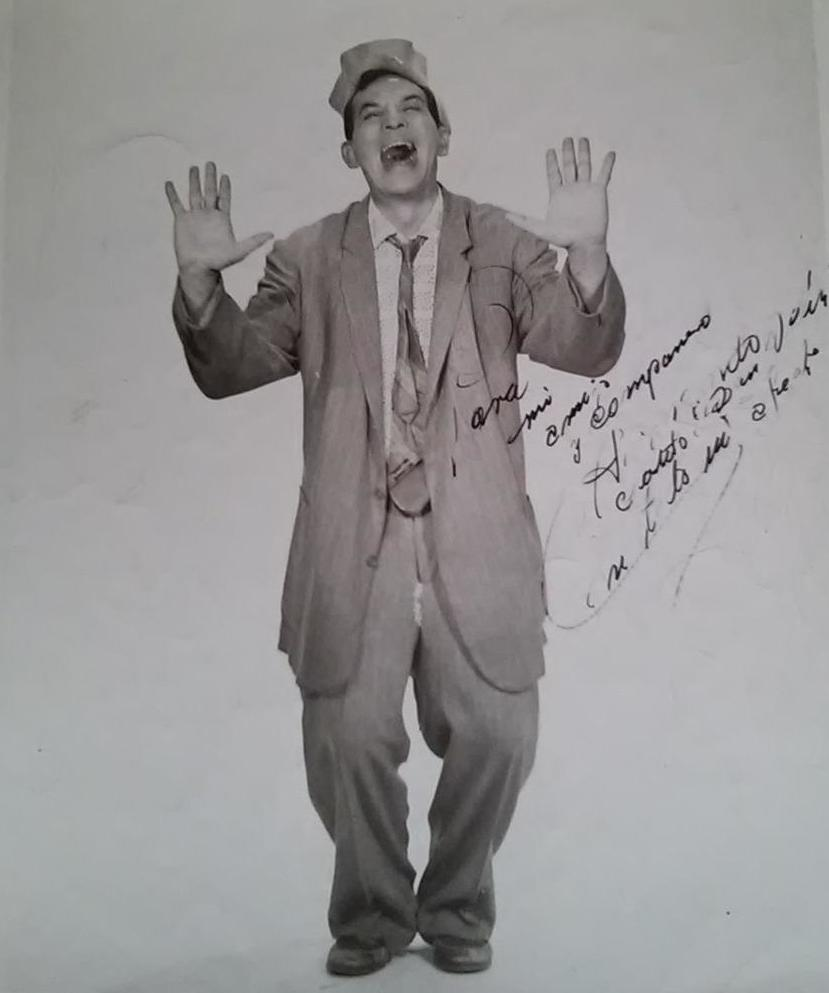
Clavillazo, c. 1941.

Su llegada e inicios en la Ciudad de México en el año 1943 no fueron sencillos, comenzó haciendo papeles pequeños en el teatro de carpa y de vodevil (otro tipo de teatro en el que se presentaban diversos números artísticos en su mayoría de comedia) bajo los nombres «Chumiate» y «Polidor». También se mantenía vendiendo perfumes en las calles.

## Carrera
En 1943 se trasladó definitivamente a la Ciudad de México, sosteniéndose con la venta de perfumes en las calles y en las carpas, teniendo así sus primeros contactos con el mundo del espectáculo. Posteriormente, su carrera como actor inició en papeles de poca importancia, como partiquino en la Compañía de Fernando Soler a quien toda la vida, "Clavillazo" reconoció como su maestro por haberle enseñado dicción, proyección de la voz y modales. Después de seis meses como parte de la Compañía, el cómico renunció para iniciar su propia carpa pues había ahorrado lo suficiente. La noche de su renuncia se gastó sus ahorros en un avión de juguete, una botella de ron, la renta de un cuarto de lujo y un esmoquin. Al despertar tuvo que ir a empeñar el juguete, y el esmoquin. Después encontró trabajo como velador. Luego de dos meses, Antonio Espino volvió al teatro de carpa y de vodevil, utilizando los seudónimos Chumiate y Polidor. Para resaltar su comicidad se pintaba clavos en los ojos, lo cual dio origen a varios sinónimos (incluyendo el de Clavitos, que le puso Adalberto Martínez "Resortes"), hasta Clavillazo, que fue con el que se dio a conocer masivamente. En esta etapa como actor de las carpas, llegó a tener su propia carpa con el nombre de Carpa Teziutlán y posteriormente con el nombre de Carpa Bertha, en honor a su madre y a su hermana fallecida años atrás. 
La carrera de Clavillazo en el cine comenzó en 1950 debutando en la película Monte de Piedad (dirigida por Carlos Véjar quien le dio la oportunidad luego de que los Hermanos Soler, Fernando Soto "Mantequilla" y Carlos López Moctezuma intercedieran en favor del cómico). En esta cinta Clavillazo haría el papel de pareja de la actriz Miroslava Stern, pero Mario Moreno "Cantinflas" lo impidió, lo cual favoreció a Antonio Espino pues finalmente interpretó el papel que lo catapultaría a la fama. Después de esa película, todos sus papeles fueron protagónicos: El genial detective Peter Pérez/ Peter Pérez en Peralvillo (dirigida por Agustín P. Delgado, 1952), Pura vida (dirigida por Gilberto Martínez Solares, 1955), Piernas de oro (dirigida por Alejandro Galindo, 1957), Los fenómenos del fútbol (dirigida por Manuel Muñoz, 1962), La marchanta (dirigida por Arturo Martínez, 1973), Bohemio por afición (dirigida por Federico Curiel, 1984) y Carnaval de estrellas (dirigida por César Diangelo, 1990), entre más de 30 películas. Al mismo tiempo fue empresario de bienes raíces, dado que fue el dueño del fraccionamiento las Cabañas, situado en Tepotzotlán, Estado de México, promovido muy fuerte en los anuncios de la televisión a fines de la década de los 60, un negocio que alternaba con la actuación.

## Muerte
El 24 de noviembre de 1993, Clavillazo falleció a los 83 años de edad en la Ciudad de México a causa de un paro cardíaco.

## Filmografía
- Desmadre mexicano (1988)
- En las garras de la ciudad (1985)
- Bohemios de afición (1984)
- Estoy sentenciado a muerte (1983)
- Ratero (1979) .... Loco Lucas
- Lágrimas de mi barrio (1973) .... Tequila
- La marchanta (1973)
- Los fantasmas burlones (1965) .... Manitas
- Los fenómenos del fútbol (1964) .... Rogaciano "Chano" Reyes
- Las chivas rayadas (1964) .... Rogaciano "Chano" Reyes
- El cara parchada (1962) .... Arsenio Turpin «El Cara Parchada»
- Los bárbaros del norte (1962) .... Pantaleón Guerra
- Sobre el muerto las coronas (1961) .... Lázaro Mermejo
- Besito a papá (1961) .... Jenaro Martínez/Falso Dr. Victorio Fernández
- ¡Mis abuelitas... no más! (1961) .... Remigio Hernández/Falso Roque Hidalgo
- El globero (1961) .... Chema
- El conquistador de la luna (1960) .... Bartolo
- Juan Polainas (1960)
- Una señora movida (1959) .... Dr. Tampico
- El joven del carrito (1958) .... Silvano Silva
- El sordo (1958) .... Inocencio Flores
- Aladino y la lámpara maravillosa (1958) .... Aladino
- El castillo de los monstruos (1958) .... Clavillazo
- Piernas de oro  (1958) .... Clavillazo Tachuela «El Piernas de Oro»
- Pobres millonarios (1957) .... Clavillazo
- Nunca me hagan eso (1957) .... Clavillazo
- El organillero (1957) .... Clavillazo
- El chismoso de la ventana (1956) .... Anacleto Delgadillo
- Vivir a todo dar (1956) .... Clavillazo
- Pura vida (1956) .... Melquiades Ledesma
- El fantasma de la casa roja (1956) .... Diógenes Holmes, detective
- Una movida chueca (1956) .... Clavillazo
- Sindicato de telemirones (1954) .... Ramón Codilla
- Chucho el Roto (1954) .... La Changa
- Se solicitan modelos (1954) .... Facundo
- Reportaje (1953) .... Damián García
- Ahí vienen los gorrones (1953) .... Martín
- El genial detective Peter Pérez (1952) .... Peter Pérez, detective
- Monte de Piedad (1951) .... (Debut)